# Mezei Zoltán (biológus)
Mezei Zoltán (Madéfalva, 1927. március 8. – Kolozsvár, 2000. április 16.) erdélyi magyar pedagógus, biológus, geológus.

## Életútja, munkássága
Középiskolát a csíkszeredai Római Katolikus Gimnáziumban végzett (1947), a Bolyai Tudományegyetem természetrajzi karán tanári diplomát szerzett (1951). Pályáját az egyetem geológiai tanszékén kezdte (1950–1955), adjunktus a kolozsvári Pedagógiai Továbbképző Intézetnél (1955–1969), majd a Babeș–Bolyai Tudományegyetem biológiai tanszékén nyugdíjazásáig (1987). Tárgyköre a korszerű biológiai oktatás. Első írása a Csíki Múzeum Közleményeiben jelent meg Adatok a Felcsíki-medence és környékének geológiájához címmel (Treiber Jánossal közösen, 1957). Módszertani és szakmai írásait a Tanügyi Újság, Korunk, Natura, Studia Universitatis Babeş-Bolyai, stb. közölte.

## Munkája
- A mi élősarkunk (Győrfi Sándorral, 1966).